# Икарус 214
Икарус 214 је југословенски вишенаменски двомоторни авион који је био у служби ЈРВ-а од 1951. до 1967. године.

## Пројектовање и развој
Икарус 214 је пројектовао конструктор проф. Симо Милутиновић, а изворно је био пројектован као лаки транспортни авион, да би због потреба ратног ваздухопловства био редизајниран у лаки бомбардер. Први прототип је полетио 7. августа 1949. године. Авион је био дрвене конструкције, двомоторни нискокрилац са посадом од два до четири члана (у зависности од намене авиона). Главни точкови стајног трапа су се увлачили у кућиште мотора док се репни није увлачио. Прототип Икаруса 214 су покретала два линијска клипна мотора Рангер СВГ-770Ц-Б1, у серијској производњи ови мотори су замењени радијалним моторима Прат & Витни Р-1340АН-1. Верзија авиона са Прат & Витни моторима добила је ознаку Икарус 214Д.
Први прототип авиона Икарус 214 ја био са фиксним (неувлачећим) стајним трапом иако то пројектом није било предвиђено (нестрпљење да се што пре почне са испитивањем авиона). На првом пробном лету отказао је један мотор, пилот поручник Никола Симић је покушао да окрене авион и да се спусти на аеродром у Земуну али је изгубио висину и пао у непосредној близини фабрике Икарус и погинуо. Анализом удеса констатовано је да због тога што се елиса угашеног мотора није могла да постави у положај „нултог“ отпора, великог отпора стајног трапа, недовољне површине вертикалних репних површина при несиметричној вучи и ограничене снаге мотора (Рангер СВГ-770Ц-Б1) дошло је до губитка висине и пада авиона.
Други прототип са истим мототом, увлачећим стајним трапом и повећаним вертикалним репним површинама је полетео 1951. године. Овај авион је након испитивања коришћен у ЈРВ а 10. октобра 1957. године прерађен у извиђачку верзију за аерофото снимање и имао је ознаки Икарус 214Ф. Летео је до 1959. године када је после једне несреће отписан.

## Оперативно коришћење
Укупно је израђена 22 авиона, два прототипа и серија од само 20 примерака, тако да Икарус 214 није наишао на ширу употребу у ваздухопловству. Током тестирања утврђено је да овај авион неће моћи да одговори основној намени (лаки двомоторни бомбардер), томе је такође допринео непредвидиво брз развој ловачко бомбардерске авијације која преузима улогу средњих бамардера. Икарус 214 је углавном коришћен као школски тренажни за обуку пилота бомбардера и при навигацији дању и ноћу (верзија Икарус 214АС). Транспортна варијанта овог авиона могла је да превезе до 8 путника или падобранаца. Године 1959. неки модели су коришћени и за морнаричко извиђање, а због недостатка потребне опреме могао је летети на извиђачке мисије само дању и то под добрим метеоролошким условима. Године 1961. два авиона су опремљена тако да су могла вршити и против подморничко извиђање Икарус 214ПП, и побољшана верзија Икарус 214АМ2. Сви модели су повучени из војне употребе 1967. године. Шест ваиона су дата Ваздухопловном Савезу Југославије и наставили су да лете у цивилним аеро-клубовима (Љубљана, Загреб, Нови Сад, Вршац, Скопље и Сарајево) где су коришћени за транспорт и падобранске скокове. Сви су потпуно повучени из употребе током 70-их година 20. века. Иако овај авион није у потпуности одговорио намени за коју је пројектован, па тиме није одиграо неку значајнију улогу као авион ратног ваздухопловства био је веома значајан са становишта развоја ваздухопловне индустрије у нас, а остао је у лепом сећању и многих падобранаца. Један примерак овог авиона се од 2001. године чува у Музеју Ваздухопловства на аеродрому Београд.

## Особине авиона Икарус 214

### Опште карактеристике
- Мотор - 2x330 kW Ренџер SVG-770C-B1 касније замењен 2x440 kW Прат&Витни Р-1340АН-1
- Елиса - двокрака метална променљивог корака,
- Размах крила - 16,20 m,
- Површина крила - 29,80
- Дужина авиона - 11,20 m,
- Висина авиона - 3,95 m,
- Маса празног авиона - 3.965 kg,
- Максимална полетна маса - 5.025 kg,
- Посада - 2 до 4 члана (у зависности од намене авиона).
- Наоружање - 3 митраљеза 7,92 mm, и 4 лаке бомбе по 50
- Стајни трап - увлачећи

### Перформансе
- Максимална брзина - 365 km/h,
- Путна брзина - 302 km/h,
- Долет - 1.080 km,
- Плафон лета - 7.000

## Земље које су користиле овај авион
| - Југославија-ФНРЈ/СФРЈ |